# Floorball-Bundesliga 2013/14
Die Floorball-Bundesliga 2013/14 war die 20. Spielzeit um die deutsche Floorball-Meisterschaft auf dem Großfeld der Herren. Der MFBC Leipzig ging als Titelverteidiger in die Saison.

## Teilnehmer
Teilnehmer:
- MFBC Leipzig
- UHC Sparkasse Weißenfels
- BAT Berlin
- Red Devils Wernigerode
- ETV Hamburg
- TV Lilienthal
- Unihockey Igels Dresden
- UHC Döbeln
- Floor Fighters Chemnitz
- VfL Red Hocks Kaufering (Aufsteiger)

## Modus
In der Hauptrunde spielt jedes Team jeweils zweimal (Hin- und Rückspiel) gegen jedes andere. Die auf den Mannschaften auf den ersten beiden Plätzen, stiegen gleich direkt in das Halbfinale der Play-offs ein. Die Mannschaften auf den Plätzen drei bis sechs, nahmen erst einmal vorher noch an den Pre-Play-offs teil. Auf den Plätzen sieben bis zehn nahmen die Mannschaft wiederum an den Play-downs teil. Welche die direkten Absteiger sowie den Teilnehmer an der Relegation festlegten. Die Spiele der beiden Runden wurden im Best-of-Three Modus durchgeführt. Am Ende der Play-offs wurde der Gewinner deutscher Meister.

## Tabelle
| Pl.  | Verein                      | Sp. | S  | U | N  | SDS | SDN | Tore    | Diff. | Pkt. |
| ---- | --------------------------- | --- | -- | - | -- | --- | --- | ------- | ----- | ---- |
| 01.  | UHC Sparkasse Weißenfels    | 18  | 15 | 0 | 01 | 01  | 01  | 188:660 | +122  | 48   |
| 02.  | VfL Red Hocks Kaufering (N) | 18  | 09 | 0 | 04 | 05  | 0   | 102:890 | +013  | 37   |
| 03.  | Red Devils Wernigerode (P)  | 18  | 10 | 0 | 04 | 02  | 02  | 120:102 | +018  | 36   |
| 04.  | BAT Berlin                  | 18  | 11 | 0 | 05 | 0   | 02  | 118:840 | +034  | 35   |
| 05.  | MFBC Leipzig (M)            | 18  | 10 | 0 | 05 | 02  | 01  | 141:117 | +024  | 35   |
| 06.  | TV Lilienthal               | 18  | 08 | 0 | 08 | 01  | 01  | 105:118 | −013  | 27   |
| 07.  | Unihockey Igels Dresden     | 18  | 07 | 0 | 08 | 01  | 02  | 106:119 | −013  | 25   |
| 08.  | ETV Piranhas                | 18  | 04 | 0 | 13 | 0   | 01  | 066:105 | −039  | 13   |
| 09.  | Floor Fighters Chemnitz     | 18  | 02 | 0 | 14 | 0   | 02  | 068:140 | −072  | 8    |
| 010. | UHC Döbeln                  | 18  | 01 | 0 | 15 | 01  | 01  | 082:156 | −074  | 6    |

| Legende                        |
| ------------------------------ |
| Teilnahme an den Play-Offs     |
| Teilnahme an den Pre-Play-offs |
| Teilnahme an den Play-downs    |
| (M) Titelverteidiger           |
| (P) Pokalsieger                |
| (N) Aufsteiger                 |

## Play-offs
(Quelle:)

### Pre-Play-offs
|  |  | Red Devils Wernigerode | 1:2 | TV Lilienthal |  |

|  |  | BAT Berlin | 0:2 | MFBC Leipzig |  |

### Halbfinale
|  |  | UHC Sparkasse Weißenfels | 0:2 | TV Lilienthal |  |

|  |  | VfL Red Hocks Kaufering | 1:2 | MFBC Leipzig |  |

### Spiel um Platz 3
|  |  | VfL Red Hocks Kaufering | 2:0 | TV Lilienthal |  |

### Finale
|  |  | UHC Sparkasse Weißenfels | 2:1 | MFBC Leipzig |  |

## Play-downs
(Quelle:)

### Runde 1
|  |  | Unihockey Igels Dresden | 2:0 | UHC Döbeln 06 |  |

|  |  | ETV Piranhhas | 2:1 | Floor Fighters Chemnitz |  |

### Runde 2
|  |  | Floor Fighters Chemnitz | 2:0 | UHC Döbeln 06 |  |

Durch den Sieg in der zweiten Runde durfte Chemnitz in der Relegation gegen die Dümptener Füchse antreten und konnte sich gegen diese auch durchsetzen, womit die Mannschaft in der Liga verblieb. Döbeln musste nach der Niederlage direkt in die 2. Bundesliga absteigen.